# Raphaël Poirée
 Raphaël Poirée, född 9 augusti 1974 i  Rives (Isères), Frankrike  är en fransk  skidskytt. Han var tidigare gift med den norska skidskytten Liv Grete Poirée. Han avslutade sin aktiva karriär efter säsongen 2006/07 för att ägna mer tid åt familjen. 
Raphael och Liv Grete är det enda gifta par som tagit varsin medalj i ett och samma OS tävlande för olika nationer.

## Meriter
Olympiska vinterspel
- 2002: 
  - Jaktstart – silver
  - Stafett – brons
- 2006: Stafett – brons

 Världsmästerskap
- 1998: Jaktstart – brons
- 2000: 
  - Masstart – guld
  - Jaktstart – brons
- 2001: 
  - Masstart – guld
  - Stafett – guld
  - Jaktstart – silver
- 2003: Masstart – brons
- 2004: 
  - Distans – guld
  - Sprint – guld
  - Masstart – guld
  - Jaktstart – silver
  - Stafett – brons
- 2005: Masstart – brons
- 2006: Mixed stafett – brons

 Världscupen:
- Världscupen totalt
  - 2000: 1:a
  - 2001: 1:a
  - 2002: 1:a
  - 2003: 4:a
  - 2004: 1:a
  - 2005: 3:a
  - 2006: 2:a
  - 2007: 3:a
- Världscupen, delcuper
  - 1999: Jaktstart 1:a
  - 2000: Masstart 1:a
  - 2001: 
    - Sprint 2:a
    - Jaktstart 1:a
    - Masstart 3:a

  - 2002:
    - Sprint 3:a
    - Jaktstart 1:a
    - Masstart 2:a

  - 2003:
    - Jaktstart 3:a
    - Masstart 3:a

  - 2004; 
    - Distans 1:a
    - Sprint 1:a
    - Jaktstart 1:a
    - Masstart 1:a

  - 2005:
    - Sprint 3:a
    - Jaktstart 3:a
    - Masstart 1:a

  - 2006: 
    - Distans 3:a
    - Sprint 3:a
    - Jaktstart 3:a
    - Masstart 2:a

  - 2007: 
    - Distans 1:a
    - Sprint 6:a
    - Jaktstart 7:a
    - Masstart 3:a
- Världscuptävlingar: 44 segrar (till och med 2007)